# 克孜勒阿瓦提乡
克孜勒阿瓦提乡，是中华人民共和国新疆维吾尔自治区喀什地区麦盖提县下辖的一个乡镇级行政单位。

## 行政区划
克孜勒阿瓦提乡下辖以下地区：
克孜勒阿瓦提村、克孜勒吉村、皮依孜勒墩村、奥依巴格村、代尔瓦孜库木村、其格勒克阔坦村、阿都克阿勒迪村、喀赞库勒村、拉依当村、色日克库勒村、喀拉墩村、亚塔库木村、乌库什墩村、塔勒克村、阔什吾斯塘村、塔塔尔吾斯塘村、良种场村、农场村和林场村。